# لوحات تسجيل المركبات في سوريا
لوحات تسجيل المركبات في سوريا منذ عام 1997 تحتوي على حروف سوداء على خلفية بيضاء. تنقسم اللوحة إلى 4 أقسام (عند عرضها من اليسار إلى اليمين):
القسم الأيسر: في أعلى اسم المحافظة باللغة العربية ورقم التسجيل (بحد أقصى 6 أرقام) بالأرقام العربية. المحافظات هي كما يلي:
| المحافظة | اللوحة |
| -------- | ------ |
| حلب      |        |
| دمشق     |        |
| درعا     |        |
| ديرالزور |        |
| حماة     |        |
| الحسكة   |        |
| حمص      |        |
| إدلب     |        |
| اللاذقية |        |
| القنيطرة |        |
| الرقة    |        |
| ریف دمشق |        |
| السويداء |        |
| طرطوس    |        |

- الشريط الرأسي: كود البلد SYR مكتوب بالخط اللاتيني.
- الشريط الثاني العمودي: «سوريا» مكتوبة بالخط العربي.
- شريط أقصى اليمين: يتم كتابة نفس رقم التسجيل من منطقة أقصى اليسار بالأرقام الهندية.

## الخاصة
وهي لوحة مخصصة للسيارات الخاصة والشخصية وتكون خلفيتها بيضاء وخطها أسود.

## النقل العام
المملوكة للقطاع الخاص
المملوكة للقطاع الخاص وتشغيل النقل العام في الغالب سيارات الأجرة. وتكون خلفيتها بيضاء وخطها أحمر.
المملوكة للقطاع العام
تدير الحافلات العامة المملوكة للجمهور وتشغيلها في الغالب. وتكون خلفيتها حمراء وخطها أسود.

## مركبات النقل
عربات النقل. وتكون خلفيتها صفراء وخطها أسود.